# Albiolo
Albiolo (lombardul: Albioeu) település Olaszországban, Lombardia régióban, Como megyében. Lakosainak száma 2713 fő (2023. január 1.). Albiolo Faloppio, Olgiate Comasco, Solbiate con Cagno, Uggiate-Trevano és Valmorea községekkel határos.

## Népesség
A település népességének változása:
| Lakosok száma | 2722 | 2739 | 2713 |
|               | 2017 | 2018 | 2023 |